# Lammassaari (ö i Södra Karelen, Imatra, lat 61,32, long 29,05)
Lammassaari är en ö i Finland.   Den ligger i kommunen Ruokolax i den ekonomiska regionen  Imatra ekonomiska region  och landskapet Södra Karelen, i den sydöstra delen av landet, 250 km nordost om huvudstaden Helsingfors.